# ドナルド・グラント・ミッチェル
ドナルド・グラント・ミッチェル（Donald Grant Mitchell、筆名：アイク・マーヴェル (Ik Marvel)、1822年4月12日 - 1908年12月15日）は、アメリカ合衆国の随筆家、小説家。

## 経歴
ミッチェルは、政治家で法律家でもあったスティーヴン・ミックス・ミッチェルの孫として、コネチカット州ノーウィッチに生まれた。イェール・カレッジ（後のイェール大学）で、スカル・アンド・ボーンズに加わり、まず法学を学び、程なくして文学を学んで、1841年に卒業した。ミッチェルは生涯を通して、農業や造園に強い関心を寄せたが、当初これは健康のために取り組み始めたことだった。1853年から1854年にかけて、ミッチェルはイタリアのヴェネツィアでアメリカ合衆国領事を務め、1855年にはコネチカット州ニューヘイブン近郊にエッジウッド (Edgewood) と称されるエステートを構えて定住した。
ミッチェルは、アイク・マーヴェルという筆名で書かれた、1850年に書籍として最初に出版された『独身者の夢想 (Reveries of a Bachelor, or a Book of the Heart)』や、1851年の『Dream Life, a Fable of the Seasons』に収録された、感傷的な随筆の作家として、最もよく知られている。『独身者の夢想』は、当時のアメリカ人たちが過ごしていた、夢のような生活を検討したものである。発表当時にもベストセラーのひとつとなったが、19世紀の文芸評論家たちの注目はほとんど引かなかった。このテキストの中で、アイク・マーヴェルは、少年であること、田舎の生活様式、結婚、旅行、夢などについて、理屈をこねる。この感傷小説的な作品は、大ベストセラー、ロングセラーとなり、1907年までにおよそ100版を重ねたという。
一方、『Dream Life, a Fable of the Seasons』は、ルイス・ゲイロード・クラークによって紹介されたワシントン・アーヴィングに捧げた作品である。アーヴィングは作品を献じられたことについて、「私は、文学的な献呈とか献辞の対象とされることは、おしなべて快く思わないのですが、...貴君の書かれたもの奇妙な味わいを私は楽しみ、この作品に表現された頭と心の質をもつ作者に魅了された私は、自分がこの献呈を喜びとしていることを白状いたします」と述べた。ミッチェルは、多数の旅行書や、『独身者の夢想』（1850年）や『My Farm of Edgewood: A Country Book』（1863年）など農村生活に関する主題の随筆、イングランドの君主や英米文学についての素描的研究、キャラクター小説 (a character novel)『Doctor Johns』（1866年）などの著書を書いた。このほかにも、『About Old Story-tellers』（1878年）や『American Lands and Letters』（1897年 - 1899年）などの著作がある。
ミッチェルの『独身者の夢想』は、詩人エミリー・ディキンソンのお気に入りの書物のひとつだった。
オリバー・ウェンデル・ホームズ・シニアは、ミッチェルを「我らがアメリカの作家の中でも最も愉快なひとり (one of the pleasantest of our American writers)」と評した。

## 主な著作
- Fresh Gleanings, or a New Sheaf from the Old Fields of Continental Europe (1847)
- Battle Summer (1850) - 2巻本で出版される予定であったが、第1巻のみが出版された[4]
- The Lorgnette, or Studies of the Town, by an Opera-Goer (1850)
- Reveries of a Bachelor (1850)
- Dream Life (1851)
- Fudge Doings (1855)
- My Farm of Edgewood (1863)
- Seven Stories (1864)
- Wet Days at Edgewood (1865)
- Doctor Johns (1866)
- Rural Studies (1867) - 1884年の再刊に際して『Out-of-Town Places』と改題
- About Old Story Tellers (1877)
- The Woodbridge Record (1883)
- Bound Together (1884)
- English Lands, Letters, and Kings (1889–90)
- American Lands and Letters (1897–9)